# Filmæstetik
Inden for filmteori betegner æstetik de virkemidler en film eller TV-serie benytter sig af i fortællingen. Æstetikken udgør sammen med dramaturgien det samlede værk. Den filmiske æstetik dækker over alt det, modtageren ser og hører, hvilket indebærer valget af kamerabevægelser, belysning, farver, kulisser, klipning, musik, effektlyde, billedbeskæringer, dvs. filmens mise-en-scène. Dramaturgien vedrører modsat fortællingens struktur og dele såsom scener, sekvenser, temaer, konflikter og karakterer.

## Læs mere
- Filmiske virkemidler
- Dramaturgi

| Film | Spire Denne filmartikel er en spire som bør udbygges. Du er velkommen til at hjælpe Wikipedia ved at udvide den. |